# Copa de Naciones Femenina de Futsal de la OFC
La Copa de Naciones Femenina de Futsal de la OFC es un campeonato internacional de futsal femenino de Oceanía organizado por la OFC. La competencia fue creada junto con la Copa Mundial femenina de fútbol sala de la FIFA y servirá como clasificación para la competencia. Los campeones del torneo se clasificarán para la Copa Mundial Femenina de futsal.
La edición inaugural tuvo lugar en las Islas Salomón del 18 al 24 de agosto de 2024.

## Palmarés
| Edición | Año          | Sede          | Campeón       | Resultado | Segundo lugar | Tercer lugar | Resultado | Cuarto lugar  |
| ------- | ------------ | ------------- | ------------- | --------- | ------------- | ------------ | --------- | ------------- |
| 1       | 2024 Detalle | Islas Salomón | Nueva Zelanda | 7:1       | Fiyi          | Tahití       | 4:3       | Islas Salomón |

## Títulos por equipo
La siguiente lista muestra a las selecciones que han estado entre los cuatro mejores equipos en alguna edición del torneo. En cursiva, los años en que el equipo logró dicha posición como local.
| Equipo        | Campeón  | Subcampeón | Tercer lugar | Cuarto lugar |
| ------------- | -------- | ---------- | ------------ | ------------ |
| Nueva Zelanda | 1 (2024) |            |              |              |
| Fiyi          |          | 1 (2024)   |              |              |
| Tahití        |          |            | 1 (2024)     |              |
| Islas Salomón |          |            |              | 1 (2024)     |

## Desempeño
| Equipo        | 2024 | Años |
| ------------- | ---- | ---- |
| Fiyi          | 2º   | 1    |
| Nueva Zelanda | 1º   | 1    |
| Islas Salomón | 4º   | 1    |
| Tahití        | 3º   | 1    |
| Tonga         | 5º   | 1    |

### Simbología
| - 1º – Campeón - 2º – Finalista - 3º – 3º Lugar - 4º – 4º Lugar - q — Clasificado - × — No participó - — Anfitrión |